# 트리니다드가시주머니생쥐
트리니다드가시주머니생쥐(Heteromys anomalus)는 주머니생쥐과에 속하는 설치류의 일종이다. 콜롬비아와 트리니다드 토바고 그리고 베네수엘라에서 발견된다.